# Vela en los Juegos Suramericanos
La Vela ha estado presente en todos los Juegos Suramericanos a excepción de 1978 y 1994.

## Medallero total
Desde 1982 hasta 2018
| Núm. | País      | Oro | Plata | Bronce | Total |
| ---- | --------- | --- | ----- | ------ | ----- |
| 1    | Argentina | 19  | 15    | 10     | 44    |
| 2    | Chile     | 13  | 11    | 11     | 35    |
| 3    | Brasil    | 11  | 7     | 6      | 24    |
| 4    | Perú      | 3   | 7     | 7      | 17    |
| 5    | Venezuela | 1   | 3     | 4      | 8     |
| 6    | Ecuador   | 1   | 1     | 4      | 6     |
| 7    | Uruguay   | 0   | 3     | 2      | 5     |
| 8    | Colombia  | 0   | 0     | 2      | 2     |

- Datos: Q6160041